# Triphosa melanoplagia
Triphosa melanoplagia là một loài bướm đêm trong họ Geometridae.